# スーパータイムとやま530
『スーパータイムとやま530』（スーパータイムとやまごうさんまる）は、1992年4月6日から1994年3月25日まで富山テレビで放送された平日夕方のローカルニュース番組・情報番組である（協力：北陸中日新聞）。

## 概要
本番組は1990年10月6日から1992年3月28日まで土曜18:30に放送されていた『別冊スーパータイムとやま』の実質的な後継番組かつ『FNNスーパータイムとやま』の17時台ローカル部分として2年間放送された。

## 放送時間
- 月曜日 - 金曜日 17:30 - 18:00 （JST、1992年4月6日 - 1994年3月25日）

## キャスター
- 榊原泰明（当時富山テレビアナウンサー）
- 安井由美